# Ligidium floridanum
Ligidium floridanum is een pissebed uit de familie Ligiidae. De wetenschappelijke naam van de soort is voor het eerst geldig gepubliceerd in 1984 door Schultz & Johnson.